# Nagahisa Kitashirakawa

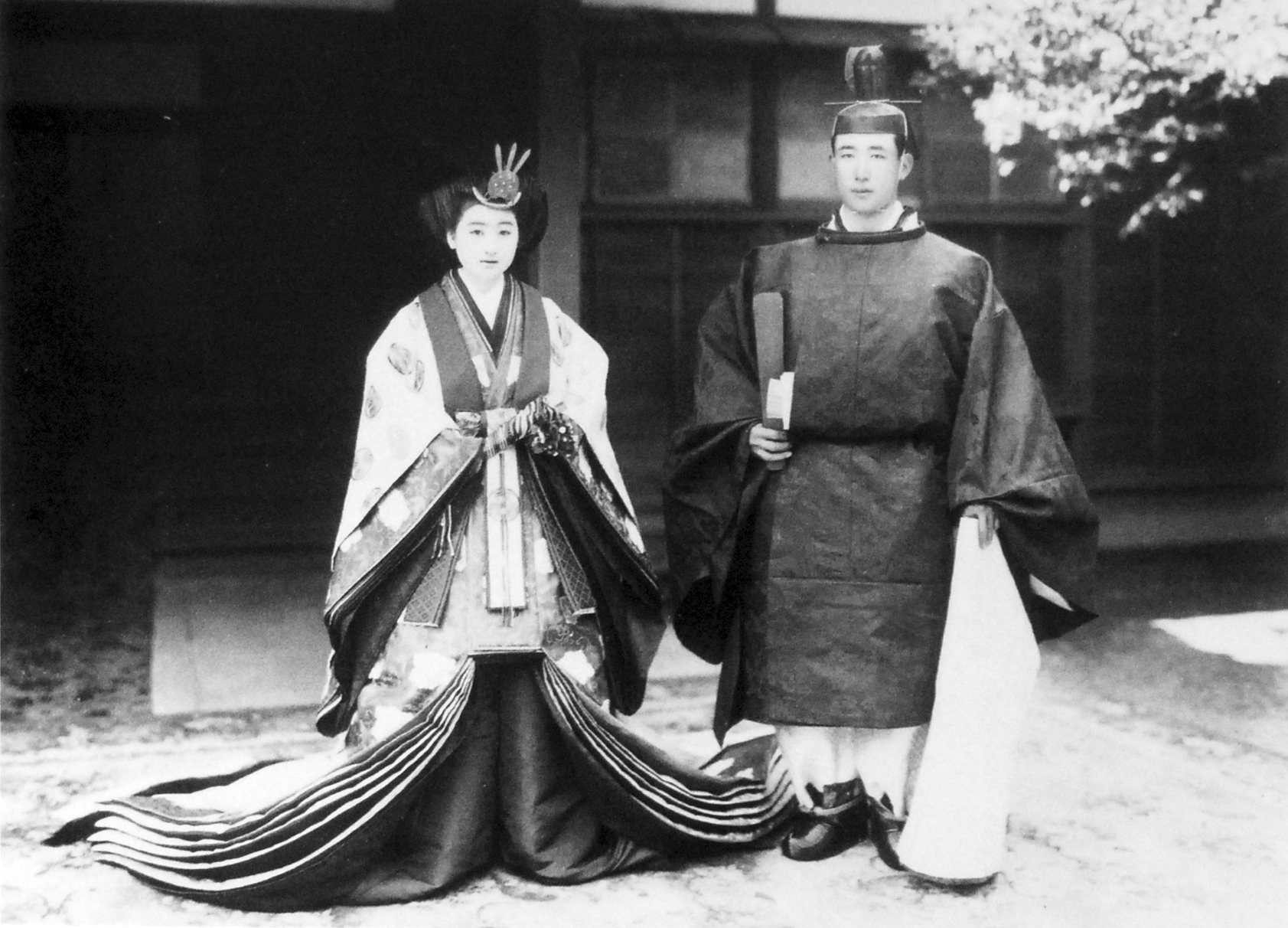
Photo de mariage 1935

Le prince Nagahisa Kitashirakawa (北白川宮永久王, Kitashirakawa-no-miya Nagahisa-ō) du Japon, 19 février 1910 – 4 septembre 1940, est le quatrième chef de la branche collatérale Kitashirakawa-no-miya de la famille impériale du Japon et un officier de carrière dans l'Armée impériale japonaise.

## Jeunesse
Le prince Kitashirakawa Nagahisa est le fils unique du prince Naruhisa Kitashirakawa et de la princesse Fusako Kane. Il devient chef de la maison Kitashirakawa-no-miya après la mort inattendue de son père dans en accident automobile en France en 1923.

## Mariage et famille
Le 25 avril 1935, le prince Nagahisa épouse Sachiko Tokugawa, née le 26 août 1916 , fille du baron Yoshikuni Tokugawa. Le couple a un fils et une fille :
1. Prince Michihisa Kitashirakawa (北白川道久, Kitashirakawa Michihisa-ō?) 2 mai 1937 (87 ans)
2. Princesse Hatsuko Kitashiakawa (肇子女王, Hatsuko Joō?) née 13 novembre 1939 (85 ans), épouse le duc Shimazu

## Carrière militaire
Le prince Nagahisa est diplômé de la 43e promotion de l'Académie de l'armée impériale japonaise en 1931 au rang de sous-lieutenant d'artillerie de campagne. Il est promu lieutenant en 1936 et capitaine en 1939 après avoir été 52e promotion de l'École militaire impériale du Japon. Au début de la Seconde guerre sino-japonaise, le prince est affecté auprès de l'armée japonaise du Nord de la Chine. Cependant, le 14 septembre 1940, le capitaine Kitashirakawa meurt dans un accident aérien pendant son service à Mengjiang, devenant ainsi le premier membre de la famille impériale tué durant la Seconde Guerre mondiale.
Le prince reçoit à titre posthume une promotion au rang de major et de Grand Cordon de l'Ordre du Chrysanthème.

## Après la Seconde Guerre mondiale
La princesse Sachiko, veuve du prince Nagahisa, est ramenée au rang de roturière en 1947 avec l'abolition des branches collatérales de la famille impériale japonaise par le commandement suprême des forces alliées. Elle est nommée professeur à l'université féminine d'Ochanomizu et en 1969 entre au service de la Maison impériale du Japon. Elle sert de nombreuses années comme chef des dames de compagnie de l'impératrice Kōjun.
L'emplacement du palais Kitashirakawa à Tokyo est à présent occupé par l'hôtel Prince Shin-Takanawa.

## Source de la traduction
- (en) Cet article est partiellement ou en totalité issu de l’article de Wikipédia en anglais intitulé « Prince Nagahisa Kitashirakawa » (voir la liste des auteurs).